# Burghasunger Berg

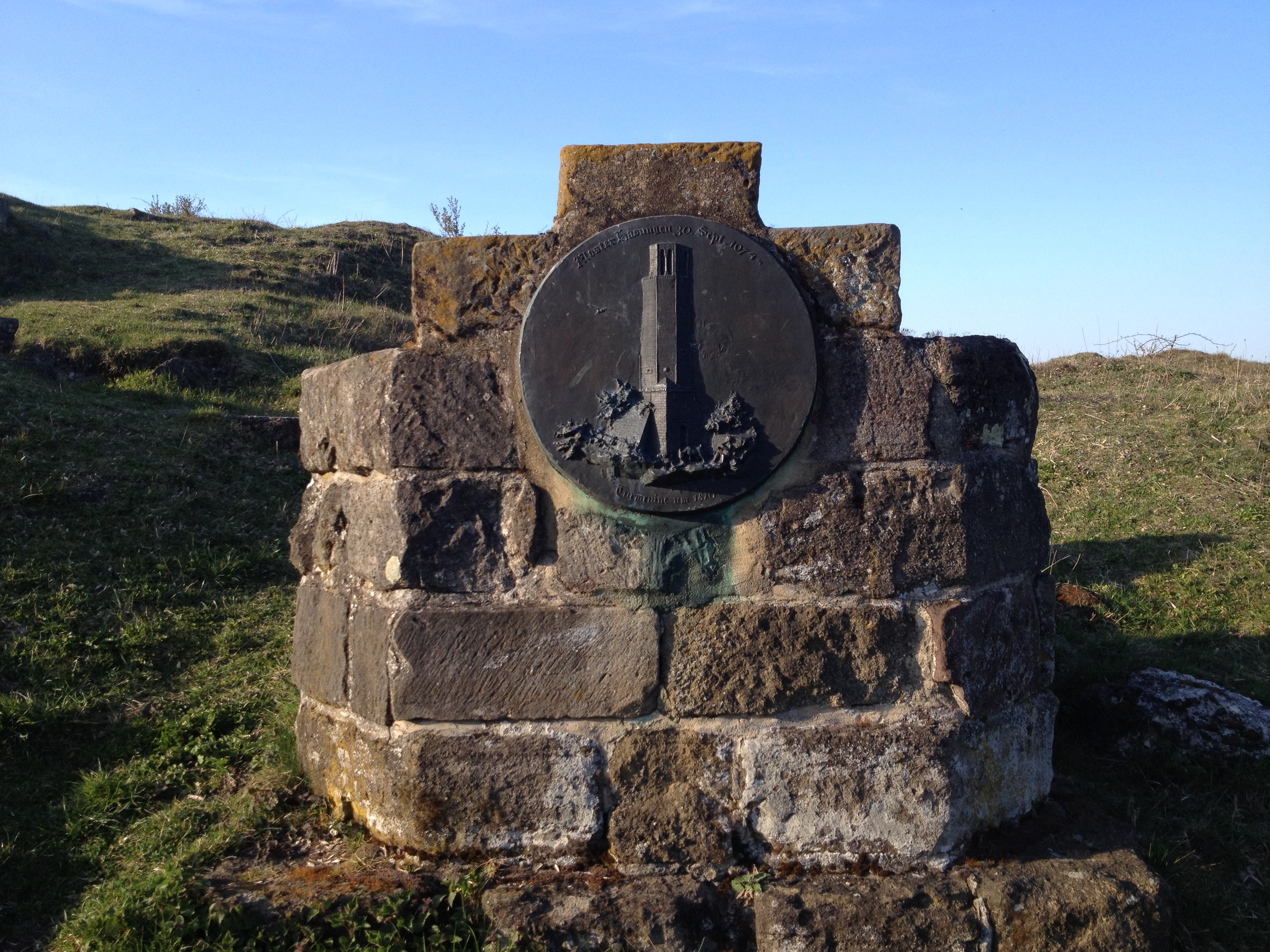
Grundmauern mit Gedenkstein des Turms vom Kloster Hasungen

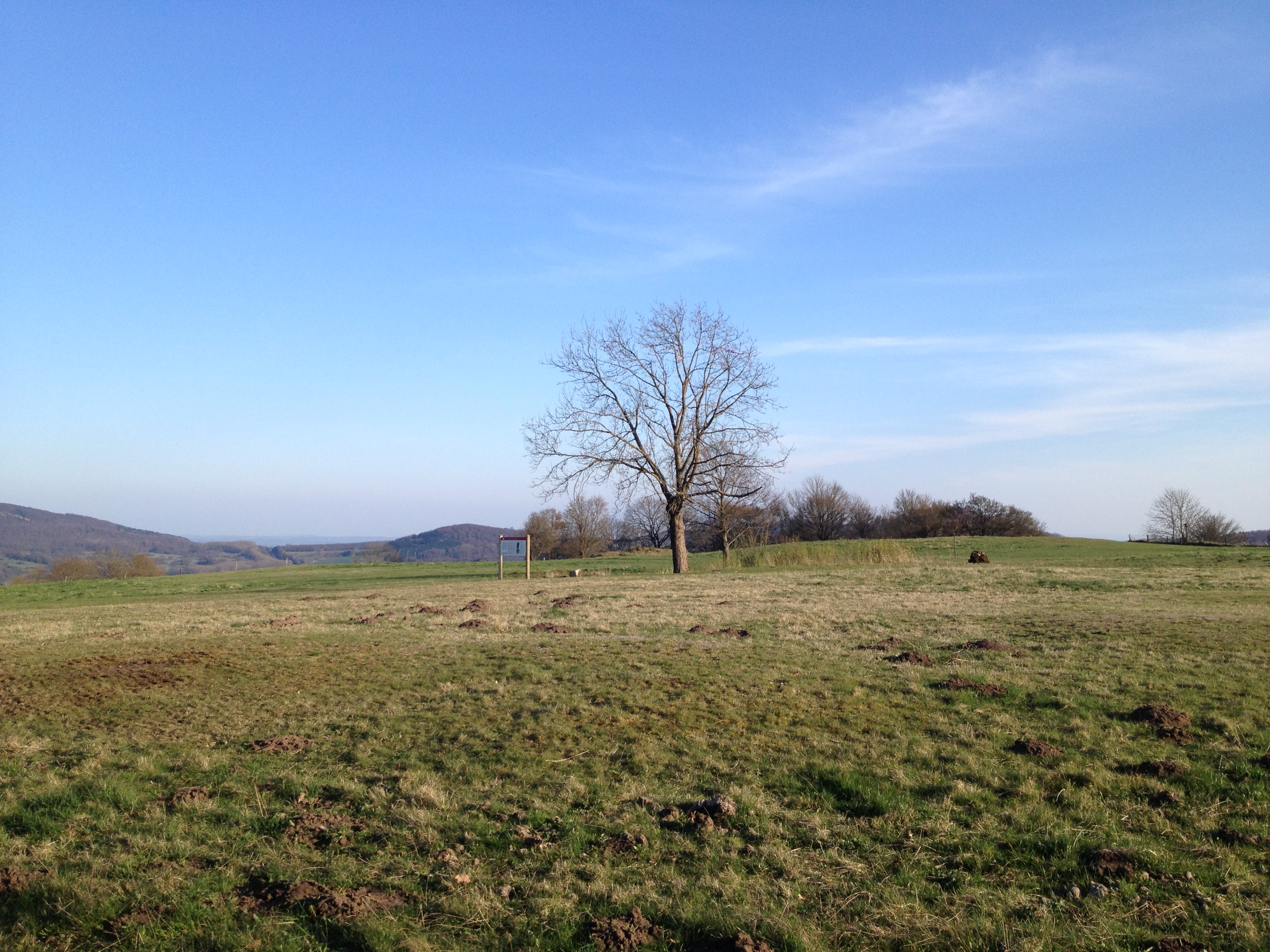
Gipfelplateau des Burghasunger Bergs

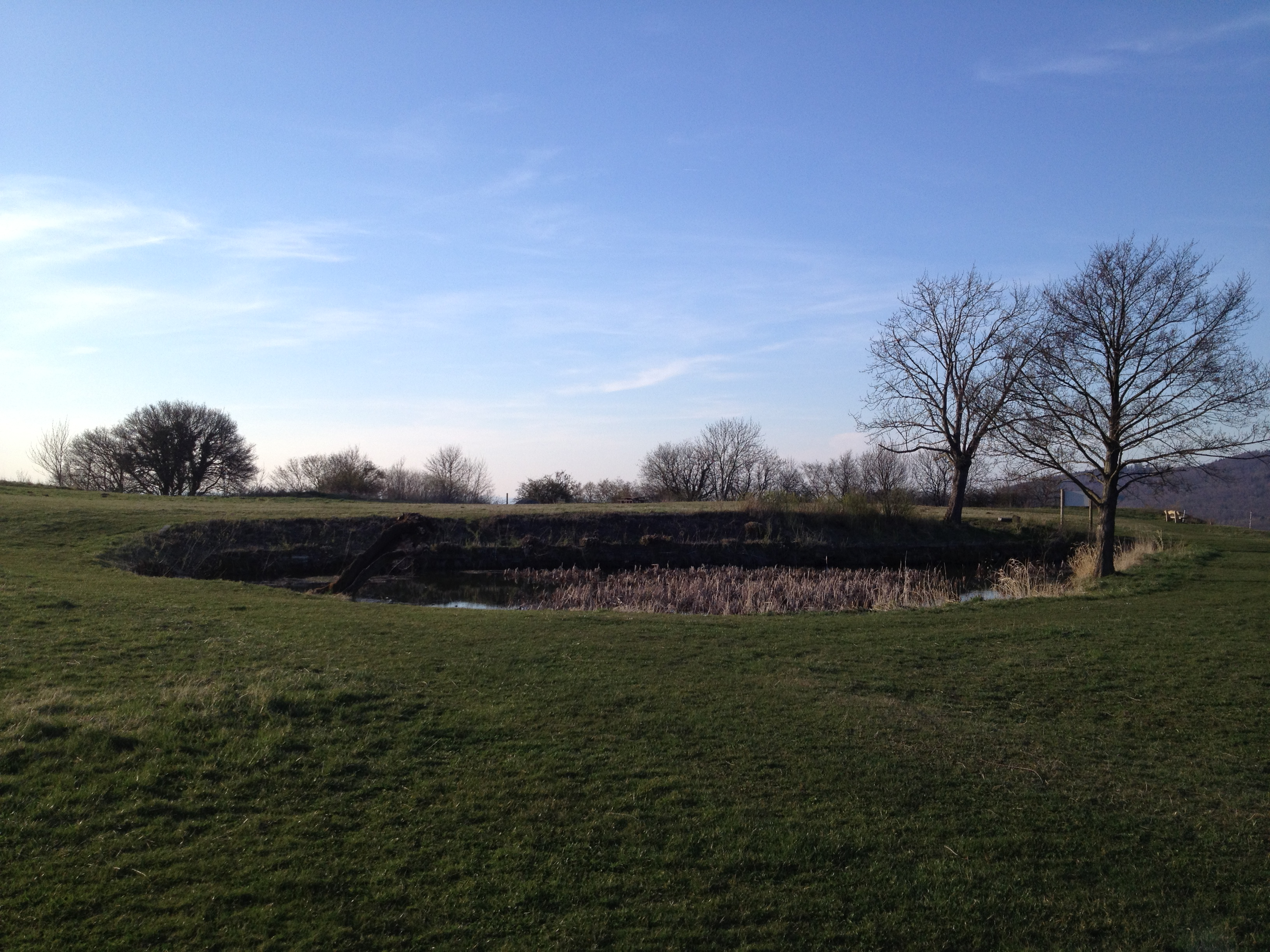
Teich auf dem Gipfelplateau

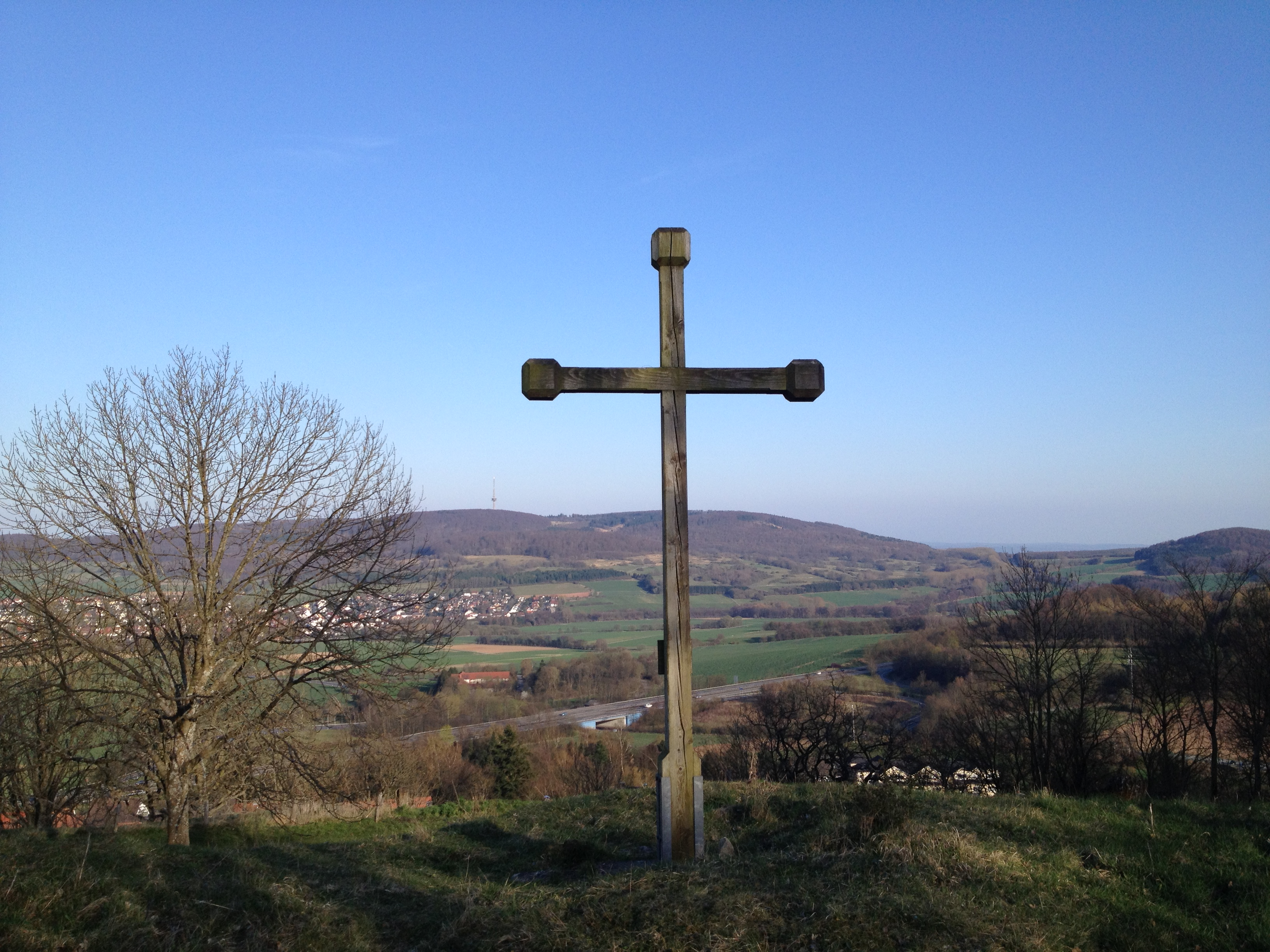
Holzkreuz mit Blick auf die A 44, Ehlen und den Essigberg

Der Burghasunger Berg, auch Hasunger Berg genannt, beim Zierenberger Stadtteil Burghasungen im nordhessischen Landkreis Kassel ist ein 479,7 m ü. NHN hoher, in seinen Hochlagen unbewaldeter Tafelberg der Hinterhabichtswälder Kuppen im Habichtswälder Bergland.
Der abschnittsweise steil aufragende Berg war Standort des ehemaligen Klosters Hasungen. Sein waldloses Gipfelplateau bietet gute Aussichtsmöglichkeit.

## Geographie

### Lage
Der Burghasunger Berg befindet sich im Naturpark Habichtswald etwa 16 km (Luftlinie) westlich der Innenstadt von Kassel. Auf seiner nach Osten zum Diemel-Zufluss Warme abfallenden Flanke reicht der Ort Burghasungen bis auf etwa 450 m Höhe hinauf. Das Gipfelplateau und die Nord-, Ost- und Südflanke des Bergs gehören zur Gemarkung von Zierenberg, die bewaldete Westflanke zu der des 7 km westlich gelegenen Wolfhagen, dessen Stadtteil Wenigenhasungen 2,25 km westnordwestlich des Bergs liegt.

### Naturräumliche Zuordnung
Der Burghasunger Berg gehört in der naturräumlichen Haupteinheitengruppe Westhessisches Berg- und Senkenland (Nr. 34) und in der Haupteinheit Habichtswälder Bergland (342) zu den Hinterhabichtswälder Kuppen (342.2). Nach Norden setzt sich diese Untereinheit zum Großen Bärenberg fort. Auf der Ostflanke des Berges verläuft etwa entlang der Bundesautobahn 44 die Grenze zum Naturraum Zierenberger Grund (342.11), der mit dort fließender Warme zur Untereinheit Habichtswälder Senke (342.1) zählt. Im Süden setzen sich die Hinterhabichtswälder Kuppen über den Hundsberg zum Wattenberg fort. Die Landschaft fällt nach Südwesten bis Westen in die Isthaebene (341.34) mit dem quellnahen Oberlauf der Erpe ab und nach Nordwesten in den Altenhasunger Graben (341.33) mit dort weiter fließender Erpe; beide Naturräume gehören zur Untereinheit Wolfhager Hügelland (341.3).

### Fließgewässer
Der Berg wird östlich von der Warme und südwestlich vom Twiste-Zufluss Erpe passiert. Beide werden von Bächen gespeist, die von den Hängen des Bergs kommen, und beide fließen letztlich der in 18 km nördlicher Entfernung etwa in West-Ost-Richtung verlaufenden Diemel zu.

## Schutzgebiete
Das Plateau des Burghasunger Bergs und die nahe seiner Kernzone befindlichen, zumeist steilen und felsigen Bergflanken sind seit 1986 als 9 ha großes Naturschutzgebiet Burghasunger Berg (CDDA-Nr. 162652) ausgewiesen. Mit diesem Gebiet flächenmäßig ungefähr deckungsgleich ist das später gegründete Fauna-Flora-Habitat-Gebiet Burghasunger Berg (FFH-Nr. 4621-302).
Früher lagen auf dem Berg Teile des im März 2008 aufgelösten Landschaftsschutzgebiets Naturpark Habichtswald (CDDA-Nr. 329167; 1968), das nicht mit dem Naturpark Habichtswald verwechselt werden sollte und etwa um die Flächen aller in diesem Naturpark gelegenen Ortschaften und deren Randgebiete kleiner als der Park war.

## Geschichte
Im Sommer 1071 besetzte Herzog Otto von Northeim den Hasunger Berg in seiner Fehde gegen den auf dem nahen Hohen Dörnberg verschanzten Kaiser Heinrich IV.
Auf dem Berg stand einst das Kloster Hasungen, ein 1080/1081 n. Chr. gegründetes Benediktinerkloster, von dem nur noch einige Steinhaufen und die Grundmauern des Klosterturms erhalten sind. Nordwestlich des Turms liegt ein kleiner natürlicher Teich, in dem einst der heilige Heimerad († 1019) gebadet haben soll. Heimerod war auf den Berg gezogen und hatte sich um die dortige Michaelskapelle gekümmert.
Das Klostermuseum Hasungen befand sich als Außenstelle des „Regionalmuseums Wolfhager Land“ im Dorfgemeinschaftshaus Burghasungen und hat 2012 ein eigenes Museumsgebäude bezogen.

## Bergbühne Burghasungen
An der Westflanke des Bergs befindet sich unterhalb hoher Felsklippen die Freilichtbühne Bergbühne Burghasungen, deren Sitzreihen aus Ruinenresten des ehemaligen Klosters Hasungen erbaut wurden.

## Aussichtsmöglichkeit
Vom Burghasunger Berg bietet sich bei guten Sichtverhältnissen ein umfassender Panoramablick. Dann sind unter anderem diese Ziele (im Uhrzeigersinn beginnend im Norden) zu erkennen – mit Entfernung in Kilometern (km) und Höhe in Meter (m) über Normalhöhennull (NHN):
| - Großer Bärenberg (3 km nördlich; 600,7 m) - Zierenberg (5 km nordnordöstlich; Stadt) - Hoher Dörnberg (6 km nordöstlich; 578,7 m) - Burghasungen (direkt östlich; Dorf) - Ehlen (2,5 km östlich; Dorf) - Dörnberg (5 km östlich; Dorf) | - Essigberg (5 km ostsüdöstlich; 597,5 m) - Lindenberg (4 km südöstlich; 485,3 m) - Wattenberg (3 km südlich; 516,2 m) - Oelshausen (1,5 km südsüdwestlich; Dorf) - Weidelsberg (10,5 km südwestlich; 492,3 m) - Isthaberg (4 km westlich; 523,1 m) |

Weit entfernt sind jeweils jenseits vom Waldecker Wald (Weidelsberg, 10,5 km südwestlich, max. 492,3 m) der Kellerwald (Wüstegarten, 37 km südsüdwestlich, max. 675,3 m) und das Rothaargebirge (Langenberg, 50 km westlich, max. 843,2 m) zu erkennen.

## Verkehrsanbindung / Wandern
Entlang der Ostflanke des Burghasunger Bergs führt zwischen den Anschlussstellen Breuna im Nordwesten und Zierenberg im Südosten die Bundesautobahn 44. Von der Ausfahrt Zierenberg, rund 500 m südöstlich von Burghasungen an der Bundesstraße 251, kann man − die B 251 kurz nach der Anschlussstelle gleich wieder verlassend − durch Burghasungen zum Berg gelangen. Während man auf Waldwegen sowie auf Straßen und Wegen des Dorfs rund um den Berg wandern kann, führen Stichwege, wie der an der Freilichtbühne beginnende Eselpfad und der Klippenpfad, teils steil hinauf zum Gipfelplateau.